# Le Lude (fostă comună)

Le Lude este o comună în departamentul Sarthe, Franța. În 2009 avea o populație de 4,049 de locuitori.